# Lista odcinków serialu Czterej pancerni i pies
Lista odcinków polskiego serialu telewizyjnego Czterej pancerni i pies.

## Seria 1
Seria pierwsza serialu emitowana była po raz pierwszy w 1966 roku.

### Odcinek 1:Załoga
- Długość: 52 minuty
- Reżyseria: Konrad Nałęcki
- Scenariusz: Stanisław Wohl
- Zdjęcia: Romuald Kropat
- Scenografia: Zdzisław Kielanowski, Wiesław Śniadecki
- Produkcja: Zespół Filmowy Syrena
- Obsada aktorska:
  - Roman Wilhelmi (Olgierd)
  - Janusz Gajos (Janek)
  - Franciszek Pieczka (Gustlik)
  - Włodzimierz Press (Grigorij)
  - Małgorzata Wiśniewska-Niemirska (Lidka)
  - Janusz Kłosiński (Czernousow)
  - Witold Pyrkosz (Franek Wichura)
  - Zdzisław Karczewski (Jefim Siemionowicz)
  - Józef Nalberczak (Fiedia)
  - Krzysztof Litwin (Zenek)

Młody Polak, szesnastoletni Janek Kos, mieszka wraz z Jefimem Siemionyczem w syberyjskiej tajdze na radzieckim Dalekim Wschodzie. Pracuje w spółdzielni jako myśliwy i jest wybornym strzelcem, czego dowodzi, zabijając jednym strzałem, w trudnej sytuacji, tygrysa. Tam poznaje Gruzina Grigorija. Chociaż się lubią, to dochodzi między nimi do kłótni o to czyja to wojna. W końcu ustalają „moja wojna, twoja wojna, nasza wojna”.
Zaprezentowane są perypetie Janka, który z powodu swojego młodego wieku nie może zostać przyjęty do wojska (mimo dowiedzionego męstwa – nie tylko, zabijając tygrysa, uratował życie drugiemu człowiekowi, ale i później pojmał japońskiego szpiega). W rok później (1943 – „ojciec [...] zginął gdzieś 4 lata temu”) Janek decyduje się iść do wojska. Jedzie koleją przez ZSRR, poznając między innymi w transporcie Armii Czerwonej Czernousowa i Fiedię. Trafia po drodze na transport do polskiego wojska i w końcu udaje się do miejsca formowania się Brygady Pancernej im. Bohaterów Westerplatte. Kolejne perypetie związane z jego młodym wiekiem, ale dzięki fortelowi, udaje mu się zostać przyjętym. Przy kompletowaniu załogi czołgu 102, każdy musi udowodnić przydatność dla załogi Olgierda, przedstawiając swoje nieprzeciętne zdolności. Janek potwierdza swoje umiejętności strzeleckie. Kierowcą czołgu jest dawny znajomy Janka – Grigorij. Do załogi wchodzi także mocarny Gustlik.
W pierwszych scenach odcinka pojawia się pies Szarik – jeszcze jako mały szczeniak. Widz poznaje również cały szereg postaci drugo- i trzecioplanowych.

### Odcinek 2:Radość i gorycz
- Długość: 51 minut
- Reżyseria: Konrad Nałęcki
- Scenariusz: Stanisław Wohl
- Zdjęcia: Romuald Kropat
- Scenografia: Zdzisław Kielanowski, Wiesław Śniadecki
- Produkcja: Zespół Filmowy Syrena
- Obsada aktorska:
  - Roman Wilhelmi (Olgierd)
  - Janusz Gajos (Janek)
  - Franciszek Pieczka (Gustlik)
  - Włodzimierz Press (Grigorij)
  - Anna Lutosławska (nauczycielka)
  - Małgorzata Wiśniewska-Niemirska (Lidka)
  - Tadeusz Kalinowski (pułkownik)
  - Wojciech Siemion (kapral Kucharek, kucharz)
  - Zygmunt Zintel (grabarz)

Odcinek rozpoczyna się od formowania polskich oddziałów pancernych. Jednak dla Janka i Gustlika jest to również służba w kuchni wojskowej. Przedstawione jest wyczekiwanie na rozkaz wyruszenia na front.
Podczas marszu brygady nawiązany zostaje pierwszy kontakt bojowy z wrogiem (nalot sztukasów). Janek, strzelając z rkm, ma prawdopodobnie udział w zestrzeleniu jednego z samolotów. Jednak jego wybuch radości zupełnie ignorują pozostali członkowie załogi, zajęci naprawianiem uszkodzonej przez minę gąsienicy. Podczas nalotu ginie kucharz, kapral Kucharek, który umierając prosi, aby na nagrobku napisać: zginął jak czołgista (z poświęceniem prowadził ostrzał ze swojego karabinu w obronie kuchni polowej). Kucharek umiera z uśmiechem na ustach, a Janek na jego zwłokach pozostawia swój służbowy hełmofon (będzie miał później z tego powodu problemy).
Przez nieuwagę Grigorija czołg na niewielkiej minie rozrywa gąsienicę. Aby z powrotem nałożyć na koła czołgu Gustlik dźwiga ją wspólne z Olgierdem, po czym następuje pokaz nadludzkiej siły Gustlika, który ją sam wciąga.
Dalej są rozbudowane sceny powitania przez Polaków (po lewej stronie Bugu), przy czym Gustlik całuje tylko starsze kobiety, wzbraniając się przed przyjęciem pocałunków od młodej dziewczyny.
Na Lubelszczyźnie załoga, czekając na włączenie brygady do boju, składa dwie wizyty. Pierwszą – w fabryce, wśród robotników, którzy na powitanie śpiewają rewolucyjną XIX-wieczną pieśń powstańczą Gdy naród do boju. Załoga Olgierda razem z kilkoma przedstawicielami fabryki bierze udział w przyjęciu, otoczona przez kilkuset robotników pijąc wódkę, której jest za mało.
Drugą wizytę składają na zaproszenie wiejskiej nauczycielki. Pomimo że uczy ona na wsi, ubrana jest po miejsku i ma nienaganne maniery, zdradzające jej pochodzenie z wyższych sfer niż okoliczna ludność.Chłopcy z załogi są do tego stopnia speszeni eleganckim przyjęciem w jej domku i kulturalną rozmową, że zapominają nawet jak się poprawnie posługiwać sztućcami, a alkohol piją ukradkiem za plecami gospodyni. Podsumowanie pada zaraz po zakończeniu wizyty – Uff, ale pod Stalingradem też było ciężko. Na czas wizyty pozostawiają czołg beztrosko bez opieki. Podczas wizyty nauczycielka rozpoznaje na ścianie portret przodka Olgierda - załoga czuje się skrępowana i podśmiewa się z gospodyni i jej „odkrycia” dziadka Olgierda na portrecie z jej pokoju ze względu na identyczność nazwiska. Kobieta daje Grigorijowi czarną skórzaną kurtkę polskiego czołgisty z kampanii wrześniowej (w 1939 r. we wsi był szpital polowy). W skórzanej kurtce Grigorij będzie chodzić już do końca filmu. W scenie w odcinku 9. od „Westa” dostanie drugą, przeznaczoną dla Gustlika w zamian za spaloną w czołgu w trakcie zdobywania Warszawy.
Ostatni epizod odcinka to odwiedzenie miejscowego cmentarza, gdzie Janek szuka grobu ojca. Dochodzi tam do ujęcia częściowo przez Gustlika a potem załogę grupy ukrywających się tam niemieckich esesmanów oraz pomagającego im volksdeutscha. Gustlik a potem Janek chcą go zastrzelić przeładowując broń, jednak Olgierd wkracza zdecydowanie i nie pozwala na to mówiąc, że nie powinni się upodobniać do nazistów. Janek z niechęcią patrzy na Olgierda i odchodzi z załogą zostawiając volksdeutscha.

### Odcinek 3:Gdzie my – tam granica
- Długość: 51 minut
- Reżyseria: Konrad Nałęcki
- Scenariusz: Stanisław Wohl
- Zdjęcia: Romuald Kropat
- Scenografia: Zdzisław Kielanowski, Wiesław Śniadecki
- Produkcja: Zespół Filmowy Syrena
- Obsada aktorska:
  - Roman Wilhelmi (Olgierd)
  - Janusz Gajos (Janek)
  - Franciszek Pieczka (Gustlik)
  - Włodzimierz Press (Grigorij)
  - Małgorzata Wiśniewska-Niemirska (Lidka)
  - Tadeusz Kalinowski (pułkownik)
  - Krzysztof Litwin (Zenek)
  - Janusz Kłosiński (Czernousow)
  - Józef Nalberczak (Fiedia)

Pod Studziankami Niemcy zdołali przebić się przez linię frontu. Brygada Pancerna im. Bohaterów Westerplatte ma przyjść z pomocą walczącym oddziałom polsko-radzieckim. Po przygotowaniach załoga czołgu 102 rusza w drogę. W oczekiwaniu na prom Janek i Gustlik, nago - zaskoczeni atakiem w kąpieli w Wiśle - demaskują dwóch żołnierzy naprowadzających niemieckie działa. Szarik nagle atakując jednego z nich ratuje życie Gustlika i Janka, którzy odepchnięci leżeli bezbronni. Olgierd nie raportuje ich samowolnego oddalenia by się wykąpać.
Pod Studzianki załoga dociera w sama porę i powstrzymuje wrogi atak. Janek spotyka swoich przyjaciół – Fiedię i Czernousowa; później wraz z Olgierdem idzie do pozostawionego na przedpolu Tygrysa. Gdy okazuje się, że jego działo jest sprawne, rozpoczynają ostrzał niemieckich pozycji, niszczą 3 nieprzyjacielskie czołgi i powstrzymują natarcie. Janek zabija pierwszego hitlerowca i ma od tego mdłości. Olgierd go poucza i bierze rkm, zapomniany przez Janka. Radość z odparcia ataku nie trwa jednak długo – okazuje się, że Fiedia zginął trafiony odłamkiem podczas niemieckiego ataku gdy nadmiernie wychylił się z okopu chcąc zobaczyć ostrzał w wykonaniu Janka. Ten płacze na widok zwłok Fiedii, z którym żartował parę chwil wcześniej, idąc wśród obserwujących go w milczeniu żołnierzy.

### Odcinek 4:Psi pazur
- Długość: 53 minuty
- Reżyseria: Konrad Nałęcki
- Współpraca reżyserska: Henryk Kluba
- Asystent reżysera: Jerzy Karwowski
- Scenariusz: Stanisław Wohl
- Zdjęcia: Romuald Kropat
- Obsada aktorska:
  - Roman Wilhelmi (Olgierd)
  - Janusz Gajos (Janek)
  - Franciszek Pieczka (Gustlik)
  - Włodzimierz Press (Grigorij)
  - Tadeusz Fijewski (Stary Czereśniak)
  - Pola Raksa (Marusia)
  - Tadeusz Kalinowski (pułkownik)
  - Krzysztof Litwin (Zenek)
  - Janusz Paluszkiewicz (Baranow)
  - Aleksander Sewruk (generał radziecki)
  - Jerzy Smyk (Sybirak)

Janek poznaje Marusię „Ogoniok”. Niemcy zajmują Studzianki. Załoga porucznika Jarosza ma pomóc okrążonemu batalionowi Baranowa, ściągając na siebie ogień artylerii. Do załogi dołącza także stary Czereśniak (popularna humorystyczna postać przewijająca się w paru odcinkach tu debiutuje), który ma pełnić rolę przewodnika. Wkrótce czołg 102 dociera do okrążonego oddziału. Jeden z radzieckich żołnierzy przypadkowo uszkadza jednak gąsienicę rzucając granat, psuje się również pompa paliwowa i radiostacja. Niemieckie oddziały przypuszczają kolejny atak, ale batalion – wsparty czołgistami – odpiera go. Janek z kolegami wdaje się w walkę wręcz z licznymi hitlerowcami a Czereśniak kilku zestrzeliwuje w obronie; gdy braknie naboi ogłusza wroga uderzeniem kolbą karabinu ocalając życie Janka. Gdy ten potem mu dziękuje Czereśniak pyta czy pułkownik da mu „kwit na drzewo”. Janek wysyła Szarika z wiadomością do sztabu. Pies kradnie pęto kiełbasy dwóm hitlerowcom, walczy z niemieckim psem wygrywając, po czym zostaje ostrzelany serią z karabinu i raniony. Po długiej drodze dociera do polskiego dowództwa, początkowo nierozpoznany. Pułkownik natychmiast wysyła Szarika z powrotem z częściami do uszkodzonego czołgu. Wkrótce załoga, wraz z batalionem Baranowa, powraca do zgrupowania wojsk polsko-radzieckich. Pułkownik wypowiada tu swoje dwie kultowe kwestie do radzieckiego oficera: „W tym lesie nawet drzewa są ranne” oraz że było „o psi pazur od śmierci” (zasługa Szarika) a nie o włos. Od winnego uszkodzenia czołgu żołnierza Janek otrzymuje karabin Mauser KAR 98k w wersji snajperskiej. Ostatnia scena to Czereśniak z zapytaniem do pułkownika o „kwit na drzewo”.

### Odcinek 5:„Rudy”, miód ikrzyże
- Reżyseria: Konrad Nałęcki
- Scenariusz: Maria Przymanowska
- Długość: 55 minut
- Produkcja: Zespół Filmowy Syrena
- Obsada aktorska:
  - Roman Wilhelmi (Olgierd)
  - Janusz Gajos (Janek)
  - Franciszek Pieczka (Gustlik)
  - Włodzimierz Press (Grigorij)
  - Pola Raksa (Marusia)
  - Witold Pyrkosz (Franek Wichura)
  - Małgorzata Wiśniewska-Niemirska (Lidka)
  - Tadeusz Kalinowski (pułkownik)

Niemiecki snajper rani Marusię. Snajpera zabija Janek z pomocą Szarika. Poszkodowanym okazuje się także Gustlik – parzy go zupa z przestrzelonej wojskowej menażki niesionej na plecach. Czołg głównych bohaterów zostaje ochrzczony nazwą „Rudy”. Nazwa ta została nadana na cześć rudowłosej Marusi „Ogoniok” – teraz już sympatii Janka. W nocnej akcji Grigorij przez przypadek rozjeżdża „Rudym” ul i czołg obsiadają pszczoły. Janek wpada na pomysł, by przy okazji zrobić zapasy miodu dla brygady. Za bitwę pod Studziankami czterej pancerni zostają indywidualnie odznaczeni Krzyżem Walecznych. Wyróżniony zostaje także Szarik – otrzymuje specjalna odznakę na obrożę i miskę kiełbasy. Odcinek kończy scena dymów znad płonącej Warszawy.

### Odcinek 6:Most
- Długość: 53 minuty
- Reżyseria: Konrad Nałęcki
- Scenariusz: Janusz Przymanowski i Stanisław Wohl
- Zdjęcia: Romuald Kropat
- Obsada aktorska:
  - Roman Wilhelmi (Olgierd)
  - Janusz Gajos (Janek)
  - Franciszek Pieczka (Gustlik)
  - Włodzimierz Press (Grigorij)
  - Małgorzata Wiśniewska-Niemirska (Lidka)
  - Pola Raksa (Marusia)
  - Janusz Kłosiński (Czernousow)
  - Tadeusz Kalinowski (pułkownik)
  - Witold Pyrkosz (Franek Wichura)
  - Artur Młodnicki (lekarz)
  - Eliasz Kuziemski (Warszawiak)

Załoga „Rudego” bierze udział w wyzwalaniu warszawskiej Pragi. Janek pomaga Lidce w dotarciu do jej rodzinnego domu. W walkach z Niemcami pomagają im cywilni mieszkańcy – w filmie nie występują powstańcy z AK. Tuż przed wkroczeniem do lewobrzeżnej Warszawy poprzez tytułowy most czołg zostaje trafiony. Janek, Gustlik, Grigorij i Szarik trafiają do szpitala (ten ostatni za łapówkę w postaci zdobytego w poprzednim odcinku miodu). Sanitariuszką w tym szpitalu jest Marusia. Spędzają w nim czas aż do zimy. Janek jako wigilijny prezent dostaje od Lidki szalik, a od Marusi chusteczkę. Współtowarzysz z sali Czernousow, opuszczając szpital, ofiarowuje Jankowi pistolet Mauser C96. Zbliża się ofensywa – do szpitala wstawiane są dodatkowe łóżka. Janek całuje się z Marusią.

### Odcinek 7:Rozstajne drogi
- Długość: 42 minuty
- Reżyseria: Konrad Nałęcki
- Scenariusz: Janusz Przymanowski i Stanisław Wohl
- Zdjęcia: Romuald Kropat
- Produkcja: Zespół Filmowy Syrena
- Obsada aktorska:
  - Janusz Gajos (Janek)
  - Franciszek Pieczka (Gustlik)
  - Włodzimierz Press (Grigorij)
  - Pola Raksa (Marusia)
  - Stanisław Jasiukiewicz (porucznik „West”)
  - Tadeusz Kalinowski (pułkownik)
  - Witold Pyrkosz (Franek Wichura)
  - Aleksander Sewruk (generał radziecki)
  - Hanna Skarżanka (Natasza)
  - Zdzisław Klucznik (Iwan)
  - Florian Wolny (Kaszub)

Wiosna 1945. Janek, Gustlik i Grigorij wychodzą ze szpitala. Żegnają udającą się na zachód Marusię i w wozie trupy teatralnej (pochodzącej z Taszkentu) wędrują na północ – początkowo w stronę Kołobrzegu, później w stronę Gdańska – w ślad za swoją brygadą pancerną. W pomysłowy sposób (nawoływaniami symulując większe zgrupowanie) biorą w niewolę niemiecki oddział. Na polach odnajdują spalony czołg numer 102 i grób porucznika Olgierda. Janek dociera do sztabu. Odrzuca przydział do nowego czołgu i wyprasza nowy silnik aby wyruszyć do boju „Rudym”. Po Janku u pułkownika pojawia się partyzant – porucznik „West”. Gdy Janek wraca do reszty załogi ta wpada w lesie w esesmańską pułapkę. Z opresji ocala go pomoc Szarika. Janek dociera do Rudego, ale pies gubi się. Napotkany Kaszub opowiada czołgistom o dokonaniach porucznika „Westa” partyzanta z organizacji „Gryf”.

### Odcinek 8:Brzeg morza
- Długość: 46 minut
- Reżyseria: Konrad Nałęcki
- Scenariusz: Janusz Przymanowski i Stanisław Wohl
- Zdjęcia: Romuald Kropat
- Produkcja: Zespół Filmowy Syrena
- Obsada aktorska:
  - Janusz Gajos (Janek)
  - Franciszek Pieczka (Gustlik)
  - Włodzimierz Press (Grigorij)
  - Pola Raksa (Marusia)
  - Janusz Kłosiński (Czernousow)
  - Stanisław Jasiukiewicz (porucznik „West”)
  - Małgorzata Wiśniewska-Niemirska (Lidka)
  - Tadeusz Kalinowski (pułkownik)
  - Aleksander Sewruk (generał radziecki)
  - Florian Wolny (Kaszub)
  - Ryszard Kotys (saper)

Zaginiony w poprzednim odcinku Szarik dociera do oddziału Czernousowa i towarzyszącej mu Marusi. Czerwonoarmiści zajmują niemiecki bunkier, a sam Szarik zostaje wysłany z meldunkiem o tym. Dociera do załogi „Rudego”, która tymczasem kończy remont swego czołgu i wyrusza, by wziąć udział w boju o Oksywie. Razem z nimi jedzie porucznik „West” – dowódca lokalnej partyzantki. Nowym dowódcą koledzy wybierają Janka. Na przymusowy postój w nocy zatrzymują ich toczące się walki. Nad ranem odkrywają u Szarika meldunek od Czernousowa – niestety nie udaje im się nawiązać kontaktu radiowego z pułkownikiem. Jeśli nie zdążą przekazać meldunku nieświadoma zdobycia bunkra radziecka artyleria zniszczy go wraz ze znajdującym się w środku oddziałem Czernousowa i Marusią. Wysadzony przez Niemców most uniemożliwia sforsowanie rzeki, jednak pomysłowy „West” poprzez swoją sieć konspiracji z organizacji „Gryf” zbiera lokalną ludność, która pomaga w wysadzeniu stromych brzegów. Małe drzewko oplecione drutem zastępuje maszt radiostacji i tym sposobem udaje się przekazać wiadomość do sztabu. Artyleria wstrzymuje ostrzał bunkra. Załoga „Rudego” wraz z innymi wyzwala Oksywie, a Niemcy w panice wskakują w ostatnie łodzie, by uciec morzem. Janek wystrzeliwuje alfabetem Morse’a swoje nazwisko (Kos) i dopiero wtedy Janek i porucznik „West” rozpoznają w sobie syna i ojca. W ostatniej scenie Marusia i Janek wraz z psem spacerują brzegiem Bałtyku.

## Seria 2
Seria druga serialu emitowana była po raz pierwszy w 1969 roku.

### Odcinek 9:Zamiana
- Reżyseria: Konrad Nałęcki
- Scenariusz: Maria Przymanowska, Stanisław Wohl
- Zdjęcia: Romuald Kropat
- Produkcja: Zespół Filmowy Syrena
- Obsada:
  - Janusz Gajos (Janek)
  - Franciszek Pieczka (Gustlik)
  - Włodzimierz Press (Grigorij)
  - Tadeusz Fijewski (Czereśniak)
  - Wiesław Gołas (Tomasz Czereśniak)
  - Małgorzata Niemirska (Lidka Wiśniewska)
  - Pola Raksa (Marusia)
  - Stanisław Jasiukiewicz (ojciec Janka, Stanisław Kos ps. „West”)
  - Tadeusz Kalinowski (pułkownik)
  - Witold Pyrkosz (Franek Wichura)
  - Aleksander Sewruk (generał radziecki)
  - Florian Wolny (Kaszub)

Stary Czereśniak z synem Tomkiem kończą budowę domu. Czereśniakowi doskwiera brak konia, dzięki któremu mógłby zaorać przydzielone mu pole. Mimo początkowych wątpliwości, podejmuje decyzję o wysłaniu syna Tomasza do brygady pancernej. W podróż do Gdańska ojciec i syn wybierają się wspólnie. Początkowo idą pieszo, potem jadą rowerami, a następnie z kapralem Wichurą barką, która przewozi mąkę. Tomek ma ukryty pistolet maszynowy, a gdy do barki zbliża się rzeczna mina, strzela do niej, powodując wybuch. To, że są uzbrojeni, nie podoba się Wichurze – z tego powodu muszą z ojcem uciekać. Po drodze wpadają w zasadzkę niemieckich maruderów, którzy zabierają im ubrania. Nie pozostaje im nic innego, jak założyć porzucone mundury Wehrmachtu. Wkrótce zostają wzięci do niewoli przez radziecki oddział, który bierze ich za Niemców i jako jeńcy docierają do Gdańska. Tam przypadkiem zostają rozpoznani przez członków załogi Rudego i uwolnieni. Dowódca brygady na prośbę Janka, Gustlika i Grigorija zgadza się na to, żeby Tomek stanowił uzupełnienie zdekompletowanej załogi. Na balu gdańszczanie zbierają pieniądze na zakup kolejnego czołgu dla polskiego wojska. Pułkownik awansuje Marusię i Janka do stopnia sierżanta i ogłasza wówczas ich zaręczyny.

### Odcinek 10:Kwadrans po nieparzystej
- Długość: 55 minut
- Reżyseria: Konrad Nałęcki
- Scenariusz: Janusz Przymanowski, Maria Przymanowska, Stanisław Wohl
- Zdjęcia: Romuald Kropat
- Produkcja: Zespół Filmowy Syrena
- Obsada:
  - Janusz Gajos (Janek)
  - Włodzimierz Press (Grigorij)
  - Franciszek Pieczka (Gustlik)
  - Wiesław Gołas (Tomasz Czereśniak)
  - Małgorzata Niemirska (Lidka Wiśniewska)
  - Witold Pyrkosz (Franek Wichura)
  - Mieczysław Stoor (wachmistrz Kalita)
  - Iwona Słoczyńska (Niemka zwiadowczyni)

Działania wojenne przenoszą się na tereny ówczesnych Niemiec, a załoga Rudego wraz z Lidką i Wichurą jadą w końcu na zachód. Janek na prośbę Wichury decyduje, że rozdzielają się: Grigorij wraz z Lidką i Tomkiem jadą pierwsi ciężarówką. Ustalają, że będą się kontaktować z Jankiem i załogą czołgu kwadrans po każdej nieparzystej godzinie. Jako pierwsi przyjeżdżają do zamku, gdzie był zaplanowany postój, jednak wpadają w pułapkę: Grigorij z Lidką zostają uwięzieni przez niemieckich spadochroniarzy.
Pies uwalnia związanych i zakneblowanych Grigorija i Lidkę. Dochodzi do walki, w której uczestniczy także reszta załogi.
Od kobiety z niemieckiego oddziału pancerni dowiadują się, że są oni grupą zwiadowczą, a następnego dnia na pobliskim polu wylądować ma niemiecki desant.
Zamek zostaje zdobyty przez Polaków, chociaż nie obywa się bez zniszczeń, kiedy pocisk czołgu wywołuje niewielki pożar w wieży zamku. Pancerni postanawiają odpocząć w zamku. Informacja o jutrzejszym desancie okazuje się fałszywa – zrzut niemieckiego oddziału następuje tej nocy i bohaterowie są zmuszeni podjąć walkę samodzielnie.
Głównym zadaniem Niemców jest wysadzenie mostu i szukanie „czegoś” pod ziemią, jednak brawurowa akcja Tomka i przerwanie przez niego przewodów do ładunków wybuchowych uniemożliwia wykonanie pierwszej części zadania.
Za uciekającymi w las Niemcami wyrusza oddział polskich ułanów pod dowództwem wachmistrza Kality.

### Odcinek 11:Wojenny siew
- Długość: 56 minut
- Reżyseria: Konrad Nałęcki
- Scenariusz: Janusz Przymanowski, Maria Przymanowska, Stanisław Wohl
- Zdjęcia: Romuald Kropat
- Produkcja: Zespół Filmowy Syrena
- Obsada:
  - Janusz Gajos (Janek)
  - Włodzimierz Press (Grigorij)
  - Franciszek Pieczka (Gustlik)
  - Wiesław Gołas (Tomasz Czereśniak)
  - Małgorzata Niemirska (Lidka Wiśniewska)
  - Witold Pyrkosz (Franek Wichura)
  - Mieczysław Stoor (wachmistrz Kalita)
  - Krzysztof Chamiec (kapitan Hugo Krummel)
  - Antoni Szubarczyk (plutonowy z folwarku)

Pancerni nocują w zamku. W nocy Janek odnajduje skład wina, upija się nim i niszczy pozostałe, by reszta załogi zachowała trzeźwość. Tymczasem w nocy oddział niemieckich spadochroniarzy pali i morduje jeńców. Rano okazuje się, że Lidka zabarykadowała drzwi swojego pokoju w obawie przed ewentualną nocną wizytą któregoś z wojaków. W drogę Tomuś zabiera znalezioną krowę. Pancerni odnajdują samotne niemieckie dziecko – Arnolda, dają mu jeść i pić. Docierają do folwarku, gdzie zatrzymał się transport polskich byłych więźniów obozów koncentracyjnych. Pancerni pomagają odeprzeć atak niemieckich spadochroniarzy, a Grigorij z szablą w dłoni wraz z ułanami wachmistrza Kality rozbija resztki oddziału, biorąc licznych jeńców. Ich dowódca zdąży jednak ukryć dokumenty, a jeden ze spadochroniarzy zabija niemieckiego leśniczego, by ten nie zdradził tajemnicy oddziału. Tomek bije Niemców, jednak Janek i Gustlik zabraniają mu tego. Za namową Lidki Wichura oddaje swoją harmonię Czereśniakowi. Arnolda bierze pod opiekę polski transport. Pancerni pomagają obsiać pole dla przyszłych polskich rolników.

### Odcinek 12:Fort Olgierd
- Długość: 57 minut
- Reżyseria: Konrad Nałęcki
- Scenariusz: Janusz Przymanowski, Maria Przymanowska, Stanisław Wohl
- Zdjęcia: Romuald Kropat
- Produkcja: Zespół Filmowy Syrena
- Obsada:
  - Janusz Gajos (Janek)
  - Włodzimierz Press (Grigorij)
  - Franciszek Pieczka (Gustlik)
  - Wiesław Gołas (Tomasz Czereśniak)
  - Małgorzata Niemirska (Lidka Wiśniewska)
  - Pola Raksa (Marusia)
  - Witold Pyrkosz (Franek Wichura)
  - Mieczysław Stoor (wachmistrz Kalita)
  - Tadeusz Kalinowski (pułkownik)
  - Zygmunt Hübner (rotmistrz)
  - Janusz Kłosiński (Czernousow)

Załoga „Rudego” pozostaje nad morzem jako osłona przeciwdesantowa. Do zabudowań nazwanych „Fort Olgierd” przybywają wracający do domu z oflag po 5 i pół roku niewoli polscy oficerowie. Niektórzy chcą wrócić nawet do Lwowa. Jednym z oficerów jest rotmistrz – były dowódca wachmistrza Kality z września 1939. Mimo oporów wobec „tego wojska” kuszony przez Kalitę decyduje się dołączyć do ułanów. Gustlik odkrywa, że przypadkowo zasłyszany w radiu niemiecki komunikat „Hermenegilde komm” to zapowiedź desantu nazajutrz 13 kwietnia w dniu imienin Hermenegildy. Przybyły Pułkownik nakazuje przepuścić Niemców w głąb lądu, by w ten sposób ustalić cel ich operacji. Do fortu przybywa Marusia mija się jednak z Jankiem, który wyrusza na plażę wypatrywać Niemców. Ci wysadzeni nocą z u-boota przekradają się w kierunku znanego z poprzednich odcinków folwarku gdzie znikają. Załoga „Rudego” odkrywa wejście do podziemi. Janek, Gustlik i Tomuś penetrują podziemia pełne nieznanych im znaków ostrzegających przed promieniowaniem. Wysadzone podziemia przysypują Janka i Gustlika, jednak Tomuś uwalnia ich. Niemcy ładują tajemnicze beczki do ukrytych w sianie czołgów i transporterów opancerzonych, i wyruszają w kierunku morza ostrzeliwani przez ułanów, i załogę czołgu 102. Spowalnia ich Tomuś, w błyskawicznym tempie ścinając drzewa, by zatarasowały drogę. Do boju włączają się także rotmistrz, Marusia i Lidka, które zajmują miejsce wybitej załogi działa i niszczą niemiecki czołg.
Mimo to Niemcom udaje się dotrzeć do okrętu podwodnego, tą jednak na rozkaz Pułkownika niszczą radzieckie bombowce (w tej roli Ił-2). Materiał do konstrukcji niemieckiej bomby atomowej tonie w Bałtyku. Marusia nie spotkawszy się z Jankiem odwozi do szpitala rannego rotmistrza. Zostawia on swoją rogatywkę z prośbą, by dowieźć ją do Berlina. Misji tej podejmują się czterej pancerni.

### Odcinek 13:Zakład o śmierć
- Długość: 56 minut
- Reżyseria: Konrad Nałęcki
- Scenariusz: Janusz Przymanowski, Maria Przymanowska, Stanisław Wohl
- Zdjęcia: Romuald Kropat
- Produkcja: Zespół Filmowy Syrena
- Obsada:
  - Janusz Gajos (Janek)
  - Włodzimierz Press (Grigorij)
  - Franciszek Pieczka (Gustlik)
  - Wiesław Gołas (Tomasz Czereśniak)
  - Pola Raksa (Marusia)
  - Witold Pyrkosz (Franek Wichura)
  - Mieczysław Czechowicz (Konstanty Szawełło)
  - Andrzej Herder (chorąży żandarmerii)
  - Tadeusz Kalinowski (pułkownik)
  - Janusz Kłosiński (Czernousow)
  - Andrzej Krasicki (Brigadeführer SS)
  - Jerzy Turek (Józek Szawełło)

Pancerni czekają przed forsowaniem Odry. Wichura zabiera Janka do Marusi. „Rudemu” technik musi odciąć kawałek lufy – to pokłosie uszkodzeń jakich doznał w czasie operacji „Hermenegilda”. Czołgiści testują efekt naprawy, oddając bez zezwolenia kilka próbnych strzałów – przypadkowo trafiając w skład amunicji. Powracającego z randki Janka ujmują żandarmi – trafia do aresztu, bo oddalił się bez przepustki. Wieczorem Janka odwozi Pułkownik – kara została darowana, a całą załoga, z dowódca włącznie za zniszczenie otrzymuje medal „Zasłużonym na polu chwały”. Rano (16 kwietnia 1945) przed szturmem czołgiści stawiają nad rzeką własnoręcznie wymalowany słup graniczny. Podczas forsowania Odry zrywa się hol. Pancernym udaje się dobić do brzegu, tam jednak zostają ujęci przez Niemców. Wszyscy z wyjątkiem Szarika, który przez Odrę dociera do Marusi. Tymczasem jeńcy trafiają na prowizoryczny poligon, gdzie SS-mann składa im propozycje nie do odrzucenia – muszą podjechać czołgiem pod lufy dział, jeśli im się uda – zostaną uwolnieni. Grozę wzmacnia mijany zniszczony inny T-34. Jeden z Niemców po polsku w tajemnicy doradza Gustlikowi sposób ucieczki, Pancerni taranują ciężarówkę z żołnierzami niemieckimi i zgodnie z radą zamiast jechać prosto uciekają w prawo. Grigorij nawraca jednak, by staranować działa. Podczas ucieczki ostrzeliwuje ich inne działo (Flak 88). Czołg 102 z płasko leżącymi na podłodze czołgistami przebiją się przez pełne Niemców skrzyżowanie jednak tuż za nim trafiony traci wieżę, wpada w stóg siana i tam zastyga nieruchomo.

### Odcinek 14:Czerwona seria
- Długość: 57 minut
- Reżyseria: Konrad Nałęcki
- Scenariusz: Janusz Przymanowski, Maria Przymanowska, Stanisław Wohl
- Zdjęcia: Romuald Kropat
- Produkcja: Zespół Filmowy Syrena
- Obsada:
  - Janusz Gajos (Janek)
  - Włodzimierz Press (Grigorij)
  - Franciszek Pieczka (Gustlik)
  - Wiesław Gołas (Tomasz Czereśniak)
  - Janusz Kłosiński (Czernousow)
  - Stanisław Gronkowski (Obergefreiter Kugel)
  - Pola Raksa (Marusia)
  - Andrzej Herder (chorąży żandarmerii)
  - Roman Sykała (pułkownik)

Pancerni wydostają się z resztek czołgu i ukrywają w lesie. Zdobywają kuchnię polową, a potem pobliską ogrodzoną placówkę pilnowaną przez kilku Niemców. Placówka ochrania zaporę wodną. Podczas kąpieli Gustlik odkrywa jeszcze jednego żołnierza niemieckiego nazwiskiem Kugel, który siedział w areszcie. Wyjawia on pancernym, że zaporę zaminowano, a żołnierze maja rozkaz wysadzić tamę, aby zalać nacierające wojska sowieckie. On zaś został umieszczony w areszcie, bo sprzeciwił się zalaniu miasta i swojego w nim domu. Pancerni decydują się wykorzystać ładunki wybuchowe do zalania Niemców, aby w ten sposób wspomóc atak. Zalanie ma nastąpić na uzgodniony sygnał – trzy czerwone serie z karabinu maszynowego. Wybrany drogą losowania Tomuś Czereśniak wyrusza, by przekraść się przez linię frontu i przekazać dowództwu uzgodniony plan. Na placówkę przygotowaną uprzednio przez czołgistów do obrony nacierają Niemcy, którzy zdążyli już wykryć utratę placówki. Tymczasem w sztabie nie chcą wierzyć Tomusiowi, przypadkowo obecny Czernousow zeznaje zgodnie z prawdą, że nigdy go nie widział w załodze. Przed rozstrzelaniem ratuje Tomusia Szarik, który wita go radośnie.

### Odcinek 15:Wysoka fala
- Długość: 52 minuty
- Reżyseria: Konrad Nałęcki
- Scenariusz: Janusz Przymanowski, Maria Przymanowska, Stanisław Wohl
- Zdjęcia: Romuald Kropat
- Produkcja: Zespół Filmowy Syrena
- Obsada:
  - Janusz Gajos (Janek)
  - Włodzimierz Press (Grigorij)
  - Franciszek Pieczka (Gustlik)
  - Wiesław Gołas (Tomasz Czereśniak)
  - Janusz Kłosiński (Czernousow)
  - Pola Raksa (Marusia)
  - Andrzej Herder (chorąży żandarmerii)
  - Mieczysław Czechowicz (Konstanty Szawełło)
  - Stanisław Gronkowski (Obergefreiter Kugel)
  - Roman Sykała (pułkownik)
  - Jerzy Turek (Józek Szawełło)

Janek, Gustlik i Grigorij bronią się na dachu placówki chroniącej tamę, odpierając kolejne ataki Niemców. Wypuszczają na wolność jeńców niemieckich, by ci nie spłonęli żywcem w oblężonym budynku. Jeńcy giną jednak zabici przez swoich towarzyszy. Jedynym Niemcem, który nie chciał zostać wypuszczony jest Kugel. Wyjawia on Gustlikowi szczegóły zaminowania placówki, sam zaś zostaje zamknięty w wybranym przez siebie pomieszczeniu. Tymczasem żołnierze niemieccy sprowadzają działa. Aby zlikwidować jedno z nich Janek, wbrew protestom Grigorija podpala siano w którym spoczywa Rudy. Eksplozja czołgu zabija załogę działa, pancerni chronią się w bunkrze. Zostaje tylko Janek, który snajperskim karabinem likwiduje załogę drugiego działa. Ogłuszonego opadającą belką Kosa do bunkra zaciąga Gustlik. Korzystając z rad Kugla, pancerni wysadzają miny ukryte pod placówką – niszczy to nacierające niemieckie czołgi. Polskie wojska rozpoczynają szturm, wśród nich jest Tomuś, Czernousow i Marusia. Trzy czerwone serie z „kaemu” to umówiony sygnał do zatopienia miasta i znajdujących się wokół niego wojsk niemieckich. Do wybuchu jednak nie dochodzi, ponieważ Kugel przegryzł kable. Tamę wysadza Gustlik, używając panzerfausta. Pancerni uciekają barką. Na miejskim rynku spotykają Tomusia, Marusię i Czarnousowa. Dowódca natarcia chce wręczyć order pierwszemu żołnierzowi, który wkroczył do miasta. Czereśniak wskazuje na towarzyszącego mu chorążego żandarmerii, tego samego, który niedawno uznał go za szpiega, a jeszcze wcześniej aresztował Janka. Janek prosi o uwolnienie Kugla. „Przyda się gospodarzowi miasta przy zaprowadzaniu porządku” argumentuje.

### Odcinek 16:Daleki patrol
- Długość: 57 minut
- Reżyseria: Konrad Nałęcki
- Scenariusz: Janusz Przymanowski, Maria Przymanowska, Stanisław Wohl
- Zdjęcia: Romuald Kropat
- Produkcja: Zespół Filmowy Syrena
- Obsada:
  - Janusz Gajos (Janek)
  - Włodzimierz Press (Grigorij)
  - Franciszek Pieczka (Gustlik)
  - Wiesław Gołas (Tomasz Czereśniak)
  - Janusz Kłosiński (Czernousow)
  - Pola Raksa (Marusia)
  - Tadeusz Kalinowski (Pułkownik)
  - Tomasz Zaliwski (kapral podchorąży Daniel Łażewski „Magneto”)
  - Piotr Wysocki (porucznik Kozub)
  - Witold Pyrkosz (kapral Wichura)
  - Barbara Krafftówna (Honorata)

Uwaga: W powieści akcja tego odcinka dzieje się już w tomie trzecim.
Gustlik, nie mogąc znaleźć w mieście harmonii, przynosi Tomusiowi zegary z kukułką. Niestety na ten sam pomysł wpadli inni wojacy i zajmowane mieszkanie pełne jest grających zegarów. Gdy z kolejnym pojawi się Kugel usłyszy tylko „Spiep..j”. Na pytanie Pułkownika „Co, szaber?” Tomuś odpowiada „Wzięte do niewoli” na co Pułkownik odpowiada „Niech czas ukradziony przez wojnę oddają”. Całujących się w ruinach kościoła Janka i Marusię biorą do niewoli esesmani, w zamian za uwolnienie dziewczyny domagając się cywilnych ubrań. Z opresji ratują ich pozostali pancerni. W ruinach zamku odnajdują uciekiniera z obozu koncentracyjnego.
Pancerni otrzymują nowy czołg – to dar gdańszczan (zob. Odcinek 9). Przyprowadza go Wichura. Jest to nowy model czołgu – 5-osobowy, Gustlik zostaje działonowym, Tomek zostaje ładowniczym, a Wichura uzupełnia załogę. Pancerni otrzymują nowe zadanie, wspólnie z motocyklistami kaprala „Magneto” i kapralem Wichurą pod dowództwem porucznika Kozuba mają zrobić głęboki wypad na tyły wroga i zająć strategiczny most w Kreuzbergu. Na prośbę Janka plan zostaje zmieniony – więzień z tamtejszego obozu koncentracyjnego przekazał Jankowi plan obozu wraz z informacją, że strażnicy chcą wymordować więźniów. Żołnierze przebijają się przez niemieckie umocnienia na szosie. Dalej prowadzi ich starszy Niemiec. Oddział zajmuje dom hitlerowskiego generała. Służącą jest tam Honorata wzięta na przymusowe roboty Polka z Koniakowa. Wpada ona w oko Gustlikowi. Wskazuje pancernym podobno niestrzeżony zwodzony most. Most okazuje się pilnowany, jednak w odważnej akcji oddział zdobywa go. Pancerni wyzwalają obóz koncentracyjny.

## Seria 3
Seria trzecia serialu emitowana była po raz pierwszy w 1970 roku.

### Odcinek 17:Klin
- Reżyseria: Konrad Nałęcki
- Scenariusz: Maria Przymanowska
- Długość: 55 minut
- Produkcja: Zespół Filmowy Nike
- Obsada aktorska:
  - Janusz Gajos (Janek)
  - Franciszek Pieczka (Gustlik)
  - Włodzimierz Press (Grigorij)
  - Wiesław Gołas (Tomasz)
  - Barbara Krafftówna (Honorata)
  - Marian Opania (kapral Marian Łażewski „Zadra”)
  - Tomasz Zaliwski (kapral Daniel Łażewski „Magneto”)
  - Małgorzata Niemirska (Lidka)
  - Joanna Sobieska (lekarka Irena)
  - Witold Pyrkosz (Franek Wichura)
  - Piotr Wysocki (porucznik Kozub)

Załoga „Rudego” stacjonuje w wyzwolonym obozie koncentracyjnym. Gustlik postanawia odwiedzić Honoratę, Polkę pochodzącą ze Śląska, która pracowała jako służąca u niemieckiego generała. Niespodziewanie powracają oddziały niemieckie, które poprzednio wycofały się z tego terenu. Oddział niemieckich żołnierzy otacza dworek generała w którym Gustlik beztrosko romansuje z Honoratą. Odwagą, pomysłowością i przy znacznej dozie szczęścia parze tej udaje się w przebraniu uciec samochodem generała przed osaczającym ich oddziałem. Nie udaje się jednak obojgu dotrzeć do polskich pozycji, ponieważ samochód ulega awarii. Gustlik w pojedynkę zabiera się za odparcie natarcia, a Honorata musi dotrzeć do polskich linii, by prosić o wsparcie. Magneto prosi Kozuba, aby na pomoc Gustlikowi ruszył cały oddział. Z powodu ostrożności porucznik, obawiając się kontrataku, przydziela Łażewskiemu znacznie osłabione siły. Choć Gustlik jest u kresu wytrzymałości i kończy mu się amunicja, broni się dalej. W samą porę przybywa załoga „Rudego” oraz pluton podchorążego Magneto. W tym samym czasie obóz zostaje zaatakowany przez niemiecką grupę dywersyjną, ale atak zostaje odparty. Porucznik Kozub zostaje ciężko ranny, a załoga „Rudego” otrzymuje kolejne zadanie dostarczyć rozkazy dla dowódcy brygady haubic walczącej pod Berlinem.

### Odcinek 18:Pierścienie
- Reżyseria: Konrad Nałęcki
- Scenariusz: Maria Przymanowska
- Długość: 60 minut
- Produkcja: Zespół Filmowy Nike
- Obsada aktorska:
  - Janusz Gajos (Janek)
  - Franciszek Pieczka (Gustlik)
  - Włodzimierz Press (Grigorij)
  - Wiesław Gołas (Tomasz)
  - Barbara Krafftówna (Honorata)
  - Marian Opania (kapral Marian Łażewski „Zadra”)
  - Tomasz Zaliwski (kapral Daniel Łażewski „Magneto”)
  - Małgorzata Niemirska (Lidka)
  - Pola Raksa (Marusia)
  - Joanna Sobieska (lekarka Irena)
  - Witold Pyrkosz (Franek Wichura)
  - Jerzy Turek (Józek Szawełło)
  - Mieczysław Czechowicz (sierżant Konstanty Szawełło)
  - Wiesław Michnikowski (felczer chorąży Zubryk)
  - Roman Kłosowski (sierżant podchorąży Staśko)

Honorata podróżuje w czołgu, odmawiając opuszczenia Gustlika. Jeleń oświadcza się jej, zamiast pierścienia oferując metalową nakrętkę. Załoga Rudego napotyka trójkę Francuzów. Ucztują i piją wspólnie. Tomuś otrzymuje od jednego z nich akordeon. Tymczasem w szpitalu spotykają się Lidka i Marusia. Lidka ofiaruje się dostarczyć do sztabu dokumenty pozwalające Marusi wziąć ślub z Jankiem. Marusia wraz z Szawełłami i kapralem „Zadrą” opracowują plan ucieczki ze szpitala. Planują dołączyć do „Rudego” i wziąć udział w zdobywaniu Berlina. W tym celu kradną mundury ze szpitalnej pralni. Na front wyruszają samochodem Zadry. Nieoczekiwanie miejsce Marusi zajmuje Lidka, która wcześniej namówiła „Ogoniok” do rezygnacji z wyprawy. W ostatniej chwili dołącza do nich chorąży Zubryk w cywilu felczer-położnik.
Honorata opuszcza załogę, godząc się przeczekać wojnę u Kugla. „Zadra” wysadza uciekinierów tuż przed opuszczonym miasteczkiem, gdzie chwilę wcześniej byli pancerni. Znajdują tam zwłoki niedawno zabitych przez snajpera Francuzów. Załoga Rudego dociera do stanowiska haubicy w ruinach podberlińskiego miasteczka. Dalsza drogę blokują Niemcy przebijający się z Berlina na zachód. Dociera „Zadra”, lecz zamiast brata („Magneto”) znajduje tylko jego zwłoki. W nocy pancerni napotykają szpitalnych uciekinierów. Lidka, tuląc się, oświadcza Jankowi, że „chciała być bliżej niego”. Niechętnie reaguje na to Grześ. Pod osłoną nocy czołg razem z piechurami przedziera się przez szosę, którą wędrują Niemcy. Janek dostarcza meldunek i dostaje nowy rozkaz – ma wyruszyć w stronę Berlina. Gustlikowi wydaje się, że widzi na zgliszczach Olgierda. Janek nie chce w to wierzyć i mówi, że to głupi dowcip.

### Odcinek 19:Tiergarten
- Reżyseria: Konrad Nałęcki
- Scenariusz: Janusz Przymanowski, Maria Przymanowska
- Długość: 56 minuty
- Produkcja: Zespół Filmowy Nike
- Obsada aktorska:
  - Janusz Gajos (Janek)
  - Franciszek Pieczka (Gustlik)
  - Włodzimierz Press (Grigorij)
  - Wiesław Gołas (Tomasz)
  - Barbara Krafftówna (Honorata)
  - Marian Opania (kapral Marian Łażewski „Zadra”)
  - Małgorzata Niemirska (Lidka)
  - Witold Pyrkosz (Franek Wichura)
  - Jerzy Turek (Józek Szawełło)
  - Mieczysław Czechowicz (sierżant Konstanty Szawełło)
  - Wiesław Michnikowski (felczer chorąży Zubryk)
  - Roman Kłosowski (sierżant podchorąży Staśko)
  - Aleksandr Bielawski (kapitan Pawłow)

Załoga „Rudego” bierze udział w walkach ulicznych na terenie Berlina. Drogę do Bramy Brandenburskiej blokuje ostatni punkt oporu – stacja kolejowa Tiergarten. Janek, Tomuś, Franek Wichura, „Zadra”, Józek Szawełło, propagandzista Staśko i felczer Zubryk stanowią grupę szturmową, mającą zdobyć pobliską kamienicę. Zdobywają, ale zostają z niej wyparci przez niemiecki kontratak. Staśko ginie. Janek przedstawia dowództwu plan zdobycia stacji. Chcą przejechać „Rudym” przez zalany odcinek podziemnego tunelu kolejki i zaatakować Niemców z zaskoczenia od tyłu. Do czołgu zostaje przydzielony miner kapitan Iwan Pawłow. Lidka wyznaje Jankowi, że ucieczkę wymyśliła Marusia, i że została przeniesiona do polskiej armii, a oboje dostali zgodę na ślub. Uszczelnionym czołgiem wraz z ładunkami wybuchowymi pancerni wyruszają w głąb tunelu.

### Odcinek 20:Brama
- Reżyseria: Andrzej Czekalski
- Scenariusz: Maria Przymanowska
- Długość: 53 minuty
- Produkcja: Zespół Filmowy Nike
- Obsada aktorska:
  - Janusz Gajos (Janek)
  - Franciszek Pieczka (Gustlik)
  - Włodzimierz Press (Grigorij)
  - Wiesław Gołas (Tomasz)
  - Barbara Krafftówna (Honorata)
  - Marian Opania (kapral Marian Łażewski „Zadra”)
  - Małgorzata Niemirska (Lidka)
  - Pola Raksa (Marusia)
  - Witold Pyrkosz (Franek Wichura)
  - Jerzy Turek (Józek Szawełło)
  - Mieczysław Czechowicz (sierżant Konstanty Szawełło)
  - Wiesław Michnikowski (felczer chorąży Zubryk)
  - Aleksandr Bielawski (kapitan Pawłow)
  - Zygmunt Kęstowicz (dowódca artylerii)

Czołg numer 102 szczęśliwie przejeżdża zalanym tunelem. Kapitan Pawłow wysadza ścianę, otwierając przejście do tunelu technicznego. Chce przenieść tamtędy ładunki wybuchowe, by znienacka zaatakować nimi Niemców, gdy na powierzchni ruszy natarcie. Drogę blokuje mu wąskie przejście. Plecaki z trotylem przenosi zatem Szarik. W ostatnim kursie ma zanieść uruchomiony detonator. Jest jednak skrajnie wyczerpany, myli mu się i przynosi go z powrotem. Żołnierze czekający na sygnał do szturmu na stację Tiergarten niepokoją się. Szawełło cieszy się z nadchodzących przenosin z Kresów Wschodnich na Ziemie Odzyskane. Żal mu jedynie wody i lasów jakie są w opuszczanych Święcianach. Tymczasem Tomuś obezwładnia strażnika i dostaje się do składu żywności. Przywozi ją drezyną. To ratuje operację. Reszta trotylu zostaje załadowana na drezynę. Tomuś i Gustlik wysyłają ją do Niemców, wracają do czołgu i celnym strzałem z „Rudego” powodują eksplozję. Na powierzchni rusza zwycięski szturm. Niemcy ogłaszają przez radio, że rozpoczynają negocjacje w sprawie kapitulacji. Berlin jest zdobyty. Pancerni docierają do Bramy Brandenburskiej. Marusia – już w polskim mundurze – przywozi rozkaz z dowództwa. Powiewają tam radziecka i polska flaga. Janek, „Zadra” i pośmiertnie „Magneto” otrzymują awans na oficera Ludowego Wojska Polskiego. Ktoś z załogi ma wyruszyć do Warszawy, by uroczyście zameldować Krajowej Radzie Narodowej o zdobyciu Berlina. Na ten czas do załogi dołączy kapitan Pawłow. Pancerni jednogłośnie delegują Tomusia. Janek kładzie na szczycie Bramy rogatywkę rotmistrza.

### Odcinek 21:Dom
- Reżyseria: Konrad Nałęcki
- Scenariusz: Janusz Przymanowski, Maria Przymanowska
- Długość: 65 minut
- Produkcja: Zespół Filmowy Nike
- Obsada aktorska:
  - Janusz Gajos (Janek Kos)
  - Franciszek Pieczka (Gustaw Jeleń)
  - Włodzimierz Press (Grigorij Saakaszwili)
  - Wiesław Gołas (Tomasz Czereśniak)
  - Pola Raksa (Marusia)
  - Barbara Krafftówna (Honorata)
  - Małgorzata Niemirska (Lidka)
  - Witold Pyrkosz (Franek Wichura)
  - Jerzy Turek (Józek Szawełło)
  - Mieczysław Czechowicz (sierżant Konstanty Szawełło)
  - Wiesław Michnikowski (felczer chorąży Zubryk)
  - Aleksandr Bielawski (kapitan Pawłow)
  - Zygmunt Kęstowicz (dowódca artylerii)
  - Tadeusz Kalinowski (Pułkownik (obecnie generał))
  - Stanisław Jasiukiewicz (ojciec Janka, Stanisław Kos ps. „West”)
  - Janusz Kłosiński (Czernousow)
  - Tadeusz Fijewski (Stary Czereśniak)

Pancernych nad Łabą odwiedzają Amerykanie, wśród nich Polonus z Ohio. Po raz pierwszy w całym serialu pada nazwisko Stalin. Nadchodzi wiadomość o kapitulacji Niemców i końcu wojny. Gustlik i Franek Wichura jadą do Ritzen po Honoratę. Wspólnie z Kuglem piją. Gdy chcą odjechać, okazuje się, że ktoś ukradł im samochód. Włamują się do radzieckiej bazy i kradną inny. Już po drodze odkrywają, że skradzionym jest ich własny. Pancerni czekają nad Nysą po niemieckiej stronie na decyzję mocarstw w Poczdamie. Odwiedzają kapitana Pawłowa, który został komendantem wojskowym w mieście nieopodal. Niestety, gdy przybywają, trwa ewakuacja mieszkańców – to jeden z esesmanów podłożył bombę zegarową pod ogromne zapasy trotylu, zgromadzone w górującym nad miastem forcie. Choć od wybuchu dzieli ich mniej niż godzina, pancerni i kapitan Pawłow decydują się poszukać. Trop odnajduje Szarik. W ostatniej chwili Franek Wichura unika śmierci – porzucony pistolet Walther P38, który chciał podnieść, okazuje się miną-pułapką. Ostatnią przeszkodą przed bombą jest sieć drutów, na których zawieszona jest mina. Wspólnym wysiłkiem i ta przeszkoda zostaje pokonana. Odnaleziona w stosie węgla bomba okazuje się atrapą. Jest już zbyt późno, by uciec. Gustlik łopatą, a pozostali rękoma przerzucają węgiel, szukając właściwej bomby. Udaje się znaleźć bombę zegarową. Gdy spoglądają na uratowane miasto ze szczytu twierdzy, kapitana Pawłowa zabija młody hitlerowiec. Janek chce go zastrzelić, ale pozostali go powstrzymują.
Odcinek kończy ludowe wesele w Jaworzynce. To podwójny ślub Marusi i Janka oraz Honoraty i Gustlika, na który przybywają liczni goście – bohaterowie poprzednich odcinków. W trakcie wesela Lidka i Grigorij zapowiadają swój ślub na dzień następny.